# Rosulje (Bugojno)
Rosulje es un pueblo de la municipalidad de Bugojno, en el cantón de Bosnia Central, Bosnia y Herzegovina.

## Superficie
Posee una superficie de 1,64 kilómetros cuadrados.

## Demografía
Hasta 2013 la población era de 143 habitantes, con una densidad de población de 87,2 habitantes por kilómetro cuadrado.